# Баркли, Генри
Сэр Генри Баркли (англ. Sir Henry Barkly; 24 февраля 1815, Мидлсекс, Англия —20 октября 1898, Лондон, Англия) — британский колониальный чиновник, в разное время губернатор Британской Гвианы, Ямайки, Маврикия, Виктории и Капской колонии, покровитель наук.

## Ранняя жизнь и образование
Родился 24 февраля 1815 года в Хайбери, Мидлсекс (в настоящее время Лондон), был единственным сыном Энея Баркли, вест-Индского торговца. Получил образование в школе Bruce Castle в Тоттенхэме, где увлекся наукой и статистикой.
После завершения обучения и опыта в коммерции, Баркли начал работать на своего отца. Семья Баркли имела обширные связи в Вест-Индии: мать Баркли, Сюзанна Луиза, была дочерью плантатора с Ямайки. Благодаря этому, компания его отца преуспевала, в Британской Гвиане Баркли имели особняк.

## Политическая карьера
Баркли был избран в Палату общин на дополнительных выборах 26 апреля 1845 года в качестве одного из двух членов парламента от округа Леоминстер.
В парламенте Баркли вошел в группу пилитов — сторонников премьер-министра Роберта Пиля, — но после отставки Пиля его политические перспективы оказались под угрозой, и он с благодарностью принял пост губернатора Британской Гвианы, предложенный ему либеральными оппонентами в 1848 году.

## Губернатор

### Губернатор Британской Гвианы
Баркли был приведен к присяге в качестве губернатора и главнокомандующего войсками Британской Гвианы 12 февраля 1849 года. Его семейные связи с Британской Гвианой и Вест-Индией в целом сильно помогали Баркли в деле управления колонией, что побудило лорда Грея, государственного секретаря по делам колоний, обратиться к его «замечательному мастерству и умению» в решении экономических вопросов Британской Гвианы путём привлечения рабочей силы из Азии.

### Губернатор Ямайки
В 1853 году Баркли был переведен на Ямайку и служил там три года в качестве губернатора и командующего войсками.

### Губернатор Виктории
В ноябре 1856 года Баркли был назначен губернатором Виктории (Австралия) и прибыл в Мельбурн 24 декабря 1856 года. В тандеме с премьер-министром Виктории Джеймсом Маккалоком ему удалось добиться стабильного развития колонии. Баркли был отмечен за его поддержку благотворительных и интеллектуальных инициатив. Он был основателем и президентом Королевского общества Виктории в 1860—1863 годах и помог основать Национальную галерею Виктории и Национальную обсерваторию.

### Губернатор Маврикия и Капской колонии
Баркли был назначен губернатора Маврикия 21 августа 1863 года.
В августе 1870 года он был отправлен к мысу Доброй Надежды как губернатор Капской колонии и как британский Верховный комиссар по Южной Африке. Здесь он работал в тесном сотрудничестве с премьер-министром сэром Джоном Молтено. Он служил в Южной Африке до тех пор, пока в 1877 году не был отозван в Англию и назначен членом Королевской комиссии по колониальной обороне.
Генри Баркли умер в Лондоне 20 октября 1898 году и похоронен на кладбище Бромптон.

## Семья
В 1840 году Баркли женился на Элизабет Хелен, второй дочери Дж. Ф. Тиминса. Она умерла в 1857 году, и три года спустя Баркли женился на Анне Марии Пратт. Его старший сын Артур Сесил Стюарт Баркли (1843—1890) был личным секретарем отца на Маврикии и был последним британским губернатором Гельголанда.

## Награды и отличия
Генри Баркли стал кавалером Ордена Бани (1853), незадолго до своего назначения на пост губернатора Ямайки. Он был членом Лондонского королевского общества (FRS) с 1864 года и Королевского географического общества (FRGS) с 1870 года. В 1874 году Баркли стал кавалером Ордена Святого Михаила и Святого Георгия.

## Наследие
Небольшое месторождение золота в Виктории было названо в честь Баркли 1 ноября 1861 года.
Южноафриканские города Баркли-Ист и Баркли-Вест были названы в его честь.
Несколько улиц были названы именем Баркли, в том числе главная улица города Балларат-Ист в Виктории. Баркли-стрит в Бомарисе (Виктория) позже была переименована в Роджерс-стрит. Река Баркли на территории национального парка Виктория, также названа в честь Генри Баркли.
В его честь был назван суккулент Crassula barklyi.